# Bogatić
Bogatić (cirill betűkkel Богатић) az azonos nevű község székhelye Szerbiában, a Mácsvai körzetben.

## Népesség
- 1948-ban 5 662 lakosa volt.
- 1953-ban 6 287 lakosa volt.
- 1961-ben 6 413 lakosa volt.
- 1971-ben 6 834 lakosa volt.
- 1981-ben 7 225 lakosa volt.
- 1991-ben 7 346 lakosa volt
- 2002-ben 7 350 lakosa volt, melyből 6 890 szerb (93,74%), 277 cigány, 14 jugoszláv, 14 montenegrói, 13 horvát, 3 macedón, 3 orosz, 3 ukrán, 1 bolgár, 1 magyar (0,01%), 1 muzulmán, 5 egyéb, 45 nem nyilatkozott, 1 régióbeli hovatartozású személy és 80 ismeretlen.

## A községhez tartozó települések
- Badovinci,
- Banovo Polje,
- Belotić,
- Glogovac (Bogatić),
- Glušci,
- Dublje,
- Klenje,
- Metković,
- Očage,
- Salaš Crnobarski,
- Sovljak,
- Uzveće,
- Crna Bara (Bogatić)